# Buster Cooper
George „Buster“ Cooper (* 4. April 1929 in Saint Petersburg, Florida; † 13. Mai 2016 ebenda) war ein US-amerikanischer Jazz-Posaunist des Swing.

## Leben
Buster Cooper besuchte die Gibbs Highschool in St. Petersburg und spielte zunächst in lokalen Orchestern wie der Band von Nat Towles in Texas, kam 1950 nach New York City, studierte bis 1952 an der Hartnett School, spielte 1952–55 mit Lionel Hampton und besuchte mit dessen Band Ende 1953 Europa. Er war dann zwei Jahre in der Haus-Band des Apollo Theater in Harlem, spielte bei Benny Goodman und bildete mit seinem Bruder Steve (ein Bassist) eine eigene Band, die Coopers Brothers Band. Er gehörte zwischen 1962 und 1969 zur Ellington-Band und zog 1973 nach Los Angeles, wo er mit lokalen Bands spielte.
Später trat Cooper wieder mit Hampton und in den letzten Jahren mit T. S. Monk auf. Er war zudem an Platteneinspielungen bei Duke Ellington, den Prestige Blues Swingers, Arnett Cobb, Jack McDuff, und A. K. Salim beteiligt. Noch bis in die 2010er Jahre spielte er regelmäßig in St. Petersburg. In seinen späteren Jahren arbeitete er noch bei Aufnahmen mit Musikern wie Woody Herman & Lionel Hampton All Stars, Curtis Peagler, Gerald Wilson, Bobby Short, Frank Capp/Nat Pierce Juggernaut, Ruth Brown und Yasuko Agawa, zuletzt mit The IMTS Jubilee All Stars (When Legends Get Together, u. a. mit Clark Terry, Sweets Edison, Willie Pickens). Im Bereich des Jazz war er laut Tom Lord zwischen 1952 und 1996 an 241 Aufnahmesessions beteiligt.

## Diskographische Hinweise
- Buster Cooper and Thurman Green: E-bone-ix (1989), mit Phil Wright, Louie Spears, Dave Tucker

## Lexikalischer Eintrag
- Martin Kunzler: Jazz-Lexikon, Reinbek, Rowohlt 1988
- Richard Cook, Brian Morton: The Penguin Guide of Jazz on CD. 6. Auflage. Penguin, London 2002, ISBN 0-14-051521-6.